# As-Sihhijja
As-Sihhijja – wieś w Syrii, w muhafazie Al-Hasaka. W 2004 roku liczyła 459 mieszkańców.